# Reginald Ruggles Gates
Reginald Ruggles Gates (* 1. Mai 1882 in Neuschottland; † 12. August 1962) war ein amerikanischer Genetiker und Botaniker. Sein offizielles botanisches Autorenkürzel lautet „R.R.Gates“.
Bekannt wurde er durch seine Forschungen am Amazonas (1925).

## Schriften
- Taxonomy and Genetics of Oenothera. Forty Years Study in the Cytology and Evolution of the Onagraceae (1958)